# Jordan Hinson

Jordan Hinson (2009)

Jordan Danielle Hinson (* 4. Juni 1991 in El Paso, Texas) ist eine US-amerikanische Schauspielerin.

## Leben
Jordan Hinson wuchs in El Paso auf und wurde zu Hause unterrichtet, bis sie im Alter von 15 Jahren ihren High-School-Abschluss machte. Bereits im Alter von fünf Jahren trat Hinson in einem Theaterstück auf, zudem war sie als Voice-Over-Sprecherin in lokalen Werbespots tätig. Sie spielte in mehreren Produktionen mit, wie zum Beispiel A Visit from Saint Nicholas, Winnie the Pooh, The Witch and the Magic Mountain und If Angels Were Mortal. Im Alter von 12 Jahren bekam Hinson ihre erste Rolle in Hollywood, sie drehte Dumping Ground. Nationale Werbespots und der Disney-Channel-Film Eishockey-Prinzessin folgten. Dem deutschen Publikum ist sie vor allem durch ihre Rolle als Zoe Carter in der Serie Eureka – Die geheime Stadt bekannt. Hinson hatte außerdem noch einen Gastauftritt in der Serie CSI: Miami.

## Filmografie (Auswahl)
- 2004: Dumping Ground
- 2005: Die Eishockey-Prinzessin (Go Figure)
- 2006: The Goode’s House (The Good Mother)
- 2006–2012: Eureka – Die geheime Stadt (Eureka, Fernsehserie, 49 Episoden)
- 2008: CSI: Miami (Fernsehserie, Episode 6x17)
- 2008: Dirt (Fernsehserie, Episode 2x02)
- 2009–2010: Hank (Fernsehserie, 9 Episoden)
- 2011: Warehouse 13 (Fernsehserie, Episode 3x09)
- 2011: Harold & Kumar – Alle Jahre wieder (A Very Harold & Kumar 3D Christmas)
- 2013: Alligator Alley
- 2014: Bunker (Kurzfilm)
- 2015: Trigger Point (Fernsehfilm)
- 2015: Kevin from Work (Fernsehserie, 10 Episoden)
- 2018: Living Among Us
- 2018: California No (The California No)
- 2018: Higher Power – Das Ende der Zeit (Higher Power)
- 2018: Beyond the Sky
- 2018: Love Break – Ein Dieb zum Verlieben (Breaking & Exiting)
- 2020: The California No
- 2022: God Save the Queens